# Ciclismo nos Jogos Pan-Americanos de 2007 - BMX feminino
A competição de BMX feminino foi um dos eventos do ciclismo nos Jogos Pan-Americanos de 2007, no Rio de Janeiro. A prova foi disputada no Morro do Outeiro em 15 de julho as 09h15 (UTC-3) com 9 ciclistas de 5 países.

## Medalhistas
| Ouro   | ARG Gabriela Díaz     |
| Prata  | BRA Ana Flávia Sgobin |
| Bronze | VEN Kimmy Díquez      |

## Resultados

### Qualificatória
| 1 | Gabriela Díaz     | ARG Argentina      | Q |
| 2 | Ana Flávia Sgobin | BRA Brasil         | Q |
| 3 | Krystal Hime      | USA Estados Unidos | Q |
| 4 | Kimmy Díquez      | VEN Venezuela      | Q |
| 5 | Javiera Figueroa  | CHI Chile          |   |

| 1 | María Belén Dutto | ARG Argentina      | Q |
| 2 | Rachel Smith      | USA Estados Unidos | Q |
| 3 | Luciana Hirama    | BRA Brasil         | Q |
| 4 | Karla Ortiz       | CHI Chile          |   |

### Final
| Pos.              | Ciclista          | CON                | Tempo  | Diferença |
| ----------------- | ----------------- | ------------------ | ------ | --------- |
| Medalha de ouro   | Gabriela Díaz     | ARG Argentina      | 37s585 |           |
| Medalha de prata  | Ana Flávia Sgobin | BRA Brasil         | 38s697 | +1s112    |
| Medalha de bronze | Kimmy Díquez      | VEN Venezuela      | 39s443 | +1s858    |
| 4                 | Krystal Hime      | USA Estados Unidos | 39s909 | +2s324    |
| 5                 | Luciana Hirama    | BRA Brasil         | 40s673 | +3s088    |
| 6                 | María Belén Dutto | ARG Argentina      | 40s879 | +3s294    |
| 7                 | Rachel Smith      | USA Estados Unidos | 41s118 | +3s533    |